# Єрмаш Пилип Тимофійович
Пилип Тимофійович Єрмаш (нар. 4 вересня 1923, село Жарково Каїнського повіту, тепер Куйбишевського району Новосибірської області, Російська Федерація — 20 березня 2002, місто Москва) — радянський державний діяч, голова Державного комітету СРСР із кінематографії. Кандидат у члени ЦК КПРС у 1976—1989 роках. Депутат Верховної Ради СРСР 8—11-го скликань.

## Життєпис
Народився в селянській родині.
У 1941—1946 роках — у Червоній армії, учасник німецько-радянської війни. Служив рядовим, командиром відділення саперного взводу, помічником командира взводу.
Член ВКП(б) з 1945 року.
З 1946 року — голова Барабінської міської ради промислової кооперації, інструктор Барабінського міського комітету ВЛКСМ Новосибірської області.
У 1951 році закінчив історичний факультет Уральського державного університету імені Горького.
У 1951—1953 роках — 2-й секретар, у 1953—1956 роках — 1-й секретар Свердловського міського комітету ВЛКСМ.
У 1956—1958 роках — заступник завідувача, у 1958—1962 роках — завідувач відділу науки, шкіл і культури Свердловського обласного комітету КПРС.
У 1962—1972 роках — завідувач сектора кіно, заступник завідувача відділу культури ЦК КПРС.
21 серпня 1972 — 5 липня 1978 року — голова Державного комітету Ради міністрів СРСР із кінематографії. 5 липня 1978 — 26 грудня 1986 року — голова Державного комітету СРСР із кінематографії.
З грудня 1986 року — персональний пенсіонер союзного значення в Москві.
Помер 20 березня 2002 року в Москві. Похований на Домодєдовському цвинтарі.

## Нагороди і звання
- орден Леніна
- орден Жовтневої Революції (3.09.1973)
- орден Вітчизняної війни І ст.
- три ордени Трудового Червоного Прапора
- орден Червоної Зірки
- медаль «За відвагу»
- медаль «За перемогу над Німеччиною у Великій Вітчизняній війні 1941—1945 рр.»
- медалі